# Рижский вагоностроительный завод
Ри́жский вагонострои́тельный заво́д, РВЗ (латыш. Rīgas vagonbūves rūpnīca, RVR) — завод в Риге, одно из крупнейших машиностроительных предприятий на территории Латвии.

## История

### Феникс
Завод был основан в 1895 году российским промышленником австрийского происхождения Оскаром Ивановичем Фрейвиртом, одним из учредителей Русско-Балтийского вагонного завода, как акционерное общество вагоностроительных и механических заводов «Феникс». Создание завода было обусловлено развитием промышленности в России и строительством железных дорог в 1890-е годы.
В 1906 году Руссо-Балт (РБВЗ) и «Феникс» вошли в синдикат «Продвагон», обеспечивая ему 20 % сбыта. Удельный вес вагонов составлял около половины общего объёма производства обоих заводов, выпускавших также автомобили, сельскохозяйственную технику.
В 1907 году «Феникс» приобрёл Рижский прокатный завод и развернул выпуск листового и сортового железа. Помимо вагонов, он начал производить жатки-самосброски для сельского хозяйства.
К 1913 году контроль над Русско-Балтийским заводом перешёл к Русско-Азиатскому банку, а главным акционером Феникса стал Рижский коммерческий банк. За счёт военных заказов производство на рижских вагонных заводах выросло в 1,5-2,9 раза.
При наступлении немецких войск в 1915 году, в ходе эвакуации рижских заводов и предприятий, Руссо-Балт был эвакуирован в Тверь, где после объединения с заводом аналогичного профиля образовал крупнейший военный комбинат в России. «Феникс» подлежал эвакуации в Рыбинск, однако полученные на эти цели дважды субсидии от правительства осели как депозит в одном из коммерческих банков. Фактически восстановление завода в Рыбинске было сорвано, часть вывезенного оборудования позднее использовали на полиграфическом заводе.
За период с 1895 по 1915 год было изготовлено около 28 тыс. товарных и пассажирских вагонов. Завод также производил железнодорожные платформы, сельскохозяйственные машины. Завод являлся одним из крупнейших производителей вагонов в Российской империи.

### Вайрогс
Оставшееся в Латвийской республике вагоностроительное оборудование дало возможность возобновить производство. «Феникс», принадлежавший германскому капиталу, производил небольшое количество пассажирских, товарных и холодильных вагонов. В 1936 году, во время «великой депрессии», предприятие было ликвидировано и перешло в собственность АО «Vairogs», где по лицензии американской компании Форд происходила сборка автомобилей «Форд-Ваирогс».
Завод стал крупнейшим производителем автомобилей в Прибалтике: всего, не считая заказов военного ведомства, в период с 1937 по 1940 год завод собрал 332 легковых и более 1000 грузовых автомобилей «форд», а также изготовил 200 автобусов. В 1940 году предприятие «Вайрогс» прекратило свою деятельность, в военное время на территории завода располагались ремонтные мастерские и цеха по изготовлению патронов. В 1941 году патронный завод «Вайрогс» перешёл в ведение НКБ СССР под названием завод № 520.

### Рижский вагоностроительный завод
В 1944 году по распоряжению советского правительства предприятие стало называться «Рижским государственным вагоностроительным заводом». Во времена СССР завод был одним из крупнейших производителей моторвагонного подвижного состава (МВПС) — в основном электропоездов и дизель-поездов, а также трамвайных вагонов.
С 1947 года на заводе началось производство вагонных секций типа СР.
Начиная с 1949 года РВЗ начал серийный выпуск трамвайных вагонов МТВ-82, которые до 1948 года строились в подмосковном Тушине; их производство продолжалось вплоть до 1961 года.
В 1960 году на заводе проходил преддипломную практику будущий изобретатель троллейбусного поезда (система многих единиц) Владимир Веклич. Он работал в отделе, проектирующем устройства для управления двигателями электропоездов, которые работают по системе многих единиц, что и стало темой его дипломной работы. После защиты диплома, несмотря на ходатайство завода, был распределён в Киев, где 12 июня 1966 года запустил в эксплуатацию первый в мировой практике троллейбусный поезд. Владимир Веклич всегда считал, что работа над его изобретением началась с опыта, который он приобрёл на заводе. В 1973 году его изобретение вернулось в Ригу: город стал третьим в СССР по количеству используемых троллейбусных поездов Владимира Веклича, их максимальное количество эксплуатировалось в 1984 году — 87 единиц.
Завод в разное время серийно производил трамваи РВЗ-6, электропоезда для СССР, Болгарии и Югославии. Небольшой партией (три электропоезда) уже для независимой Сербии завод успел поставить тип ЭР35 — версию ЭР31 с улучшенным электрооборудованием.
В 1973 году был создан опытный экземпляр советского скоростного электропоезда ЭР200.
С 1964 по 1974 год завод также выпускал холодильники «Сарма», «Визма» и «Лига», предназначавшиеся для служебных помещений пассажирских поездов, но ставшие удобными и в быту. Объём выпуска достигал 60 000 холодильников в год. Выпускалась другая продукция широкого потребления: детская мебель, санки, гладильные доски, шинковки.
В последние годы своей деятельности завод выпускал электропоезда ЭР2Т (ER2T), ЭР9Т (ER9T) и ЭР9ТМ (ER9TM, в единственном экземпляре), дизель-поезд ДР1Б 500-х номеров (модель 63-555), автомотрисы АР2 (AR2), городские трамваи RVR-2002, а также ремонтировал железнодорожную технику. После капитально-восстановительного ремонта некоторые экземпляры получали новое обозначение типа и модель (например, ДР1АЦ (DR1AC) после переработки ДР1А).
Почти пятьдесят лет РВЗ был единственным в СССР и крупнейшим с Европе производителем пригородных электричек и дизельных поездов, выпуская до 600 вагонов в год. Всего за это время было выпущено 20 347 вагонов электричек, 1934 дизельных и 7744 трамвайных вагона. На пике производства на РВЗ работало до 6 тысяч человек.
| Серийный железнодорожный электрический и дизельный МВПС постройки РВЗ | Серийный железнодорожный электрический и дизельный МВПС постройки РВЗ | Серийный железнодорожный электрический и дизельный МВПС постройки РВЗ | Серийный железнодорожный электрический и дизельный МВПС постройки РВЗ | Серийный железнодорожный электрический и дизельный МВПС постройки РВЗ |
| Изображение                                                           | Серия                                                                 | Годы производства                                                     | Примечания |                                                                       |
| --------------------------------------------------------------------- | --------------------------------------------------------------------- | --------------------------------------------------------------------- | --- | --------------------------------------------------------------------- |
|                                                                       | CР                                                                    | 1952—1958                                                             | Электропоезд (моторвагонная секция) постоянного тока на напряжение 1,5 / 3,0 кВ. Помимо базового исполнения серийно выпускалась модификация CР3 на напряжение 3,0 кВ |                                                                       |
|                                                                       | ЭР1                                                                   | 1957 — 1962                                                           | Электропоезд постоянного тока на напряжение 3 кВ |                                                                       |
|                                                                       | ЭР7                                                                   | 1959—1961                                                             | Первый советский электропоезд для контактной сети переменного тока на напряжение 25 кВ. Создан малой серией (четыре состава). После переоборудования всех экземпляров ЭР7 под кремниевые выпрямители (вместо ртутных) получил обозначение ЭР7К |                                                                       |
|                                                                       | ЭР9                                                                   | 1961—2002                                                             | Электропоезд переменного тока на напряжение 25 кВ, дальнейшее развитие серии ЭР7. Помимо базового исполнения серийно выпускались модификации ЭР9П, ЭР9М, ЭР9Е, ЭР9Т |                                                                       |
|                                                                       | ЭР2                                                                   | 1962—1984                                                             | Серийный электропоезд постоянного тока на напряжение 3 кВ, дальнейшее развитие серии ЭР1. С 1974 года (с ЭР2-1028) округлая форма кабины сменилась на плоский вариант |                                                                       |
|                                                                       | ДР1                                                                   | 1963—1998                                                             | Первый советский серийный дизель-поезд. Помимо базового исполнения серийно выпускались модификации ДР1П, ДР1А, ДР1Б |                                                                       |
|                                                                       | ЭР10                                                                  | 1960, 1961                                                            | Электропоезд постоянного тока на напряжение 3 кВ с изменённой компоновкой вагонов и композицией состава. Выпущен малой серией — построены шесть четырёхвагонных составов, позже объединённые в три восьмивагонные |                                                                       |
|                                                                       | ЭР22                                                                  | 1964—1976                                                             | Электропоезд постоянного тока на напряжение 3 кВ с компоновкой вагонов и композицией состава по аналогии с серией ЭР10 (дальнейшее развитие); также изменена маска кабины. В последние годы выпуска построены два состава модификации ЭР22М и два состава модификации ЭР22В                                                                                      |                                                                       |
|                                                                       | ЭР25                                                                  | 1970—1979                                                             | Электропоезд переменного тока на напряжение 25 кВ, экспортные поставки в Болгарию для Болгарских государственных железных дорог (БДЖ), где получил обозначение серии 32 |                                                                       |
|                                                                       | ЭР2Р ЭР2Т                                                             | 1979—1987 1987—2003                                                   | Электропоезда постоянного тока на напряжение 3 кВ с рекуперативно-реостатным торможением. Создан с применением электрооборудования электропоезда ЭР22В и кузовов вагонов, аналогичным серии ЭР2. Электропоезд ЭР2Т по сути представляет собой улучшенный вариант ЭР2Р                                                                                            |                                                                       |
|                                                                       | ЭР31                                                                  | 1980—1990                                                             | Электропоезд переменного тока на напряжение 25 кВ, экспортные поставки в Югославию. Дальнейшее развитие серии ЭР25. Изначально эксплуатировался Югославскими железными дорогами (JЖ), где получил обозначение серии 412/216 (это же обозначение применено для улучшенной версии — ЭР35, построенной в трёх экземплярах для бывшей республики Югославии — Сербии) |                                                                       |
|                                                                       | ЭР33                                                                  | 1990—1992                                                             | Электропоезд переменного тока на напряжение 25 кВ, экспортные поставки в Болгарию. Дальнейшее развитие серий ЭР25 и ЭР31. По системе БДЖ получил обозначение серии 33 |                                                                       |

Примеры опытного МВПС:
- 1959 год — ЭР6, опытный электропоезд постоянного тока с рекуперативно-реостатным торможением (создан в одном экземпляре);
- 1965 год — ЭР11, опытный электропоезд переменного тока с компоновкой по аналогии ЭР22 (создан в одном экземпляре);
- 1969 год — АР1, пассажирская двухдизельная автомотриса (рельсовый автобус) (создана в двух экземплярах);
- 1976—1981 годы — ЭР12, опытный электропоезд постоянного тока с тиристорно-импульсной системой управления (ТИСУ) (создан в трёх экземплярах);
- 1985 год — ЭР29, опытный электропоезд переменного тока с ТИСУ и увеличенными тамбурами (создан в одном экземпляре);
- 1997 год — АР2, автомотриса (рельсовый автобус) с подвагонным расположением силовой установки (создана в двух экземплярах).

| Производство трамваев | Производство трамваев           | Производство трамваев     |
| Время                 | Модель                          | Тип вагона                |
| --------------------- | ------------------------------- | ------------------------- |
| 1949-1961             | МТВ-82                          |                           |
| 1950-1958             | РВЗ-50, РВЗ-51, РВЗ-55 и РВЗ-57 |                           |
| 1960-1988             | РВЗ-6                           | 17 (71-17)                |
| 1974-1985             | РВЗ-7                           | 217 (71-217) 267 (71-267) |
| 1988                  | ТР-1                            | 277 (71-277) 217 (71-217) |
| 1994                  | ТР-2                            | 281 (71-281)              |

| Руководители завода | Руководители завода |
| Время               | Ф. И. О.            |
| ------------------- | ------------------- |
| 1944-1948           | Иосиф Амбражунас    |
| 1948-1949           | Карлис Кавалиерис   |
| 1949-1960           | Андрей Эйсмонт      |
| 1960-1962           | Николай Пономарёв   |
| 1962-1970           | Виктор Сниедзе      |
| 1970-1980           | Виктор Бузаев       |
| 1980-1985           | Александр Зинченко  |
| 1985-1993           | Валентин Савин      |
| 1993-2000           | Янис Андерсонс      |
| 2000-2005           | Лазарь Райзберг     |
| 2006-2008           | Владимир Чаманс     |

## Акционерное общество Rīgas vagonbūves rūpnīca
С 22 июня 1993 года завод преобразован в государственное АО «Рижский вагоностроительный завод». После распада СССР объёмы производства начали неуклонно снижаться. В Российской Федерации было налажено собственное производство электропоездов на Торжокском и Демиховском заводах.
В 1998 году завод был объявлен неплатёжеспособным, но ни на день не прекращал работы, хотя объёмы производства сократились многократно. Количество работников с 2 тысяч человек в 1997—1998 годах сократилось до чуть более 120 человек в 2001 году. Латвийское агентство приватизации выделило на расчёт с работниками 1 млн латов.
Завод был выставлен на приватизацию по частям, для чего его территория была разделена на две части.
Южная, прилегающая к центральной улице Бривибас (примерно 10 га, административные здания и Дворец культуры), перешла к торговой фирме Elkor.
20 га северной территории приобрела компания Severstaļlat, которая в 2001 году зарегистрировала частное акционерное общество АО «Rigas vagonbūves rupnīca» (RVR), его акционерами стали холдинг Felix (75 %) и металлообрабатывающее предприятие Vairogs R (25 %), вложившие в основной капитал завода 22 250 латов.

#### Экспорт

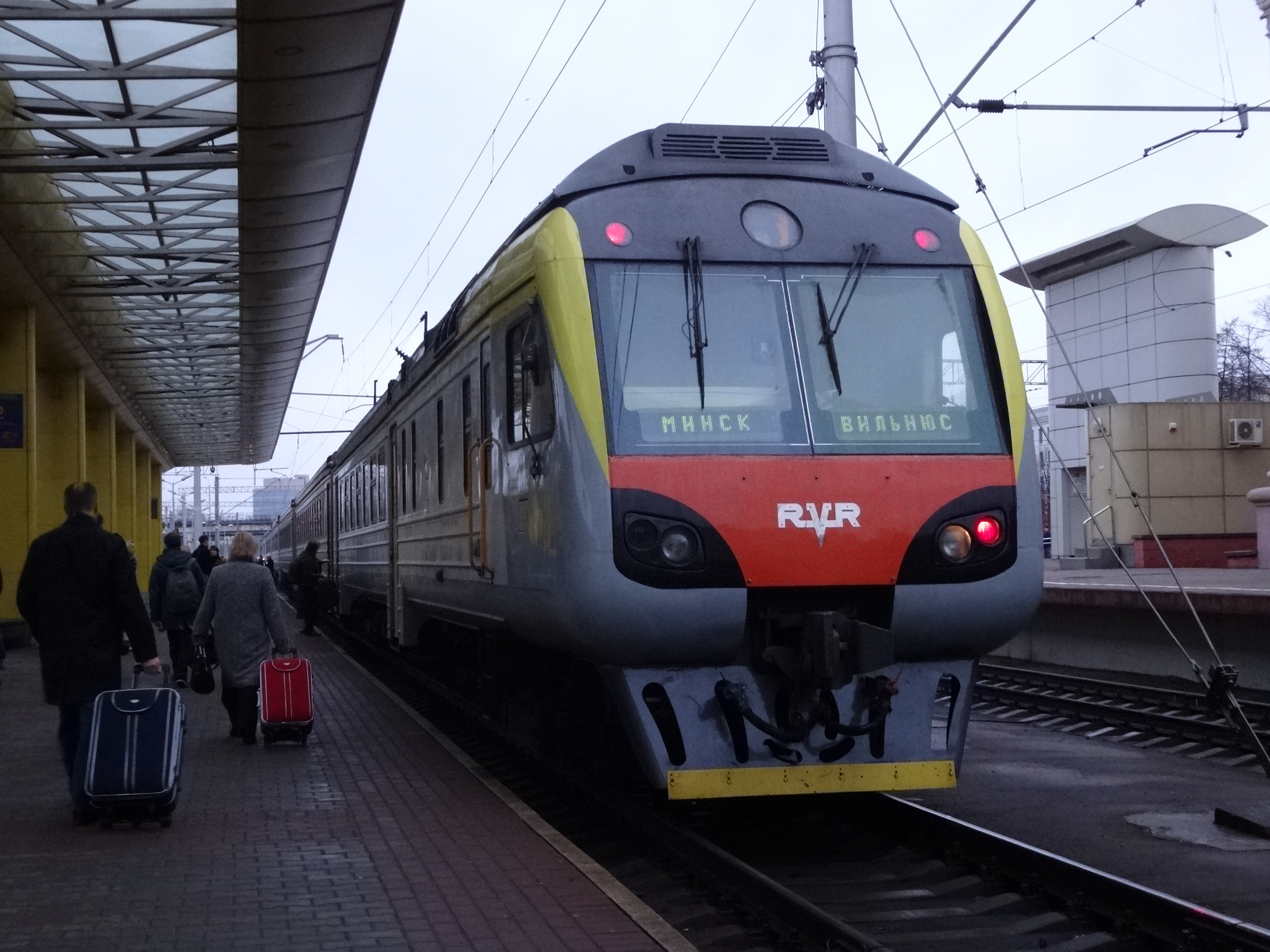
Дизельный поезд ДР1Б

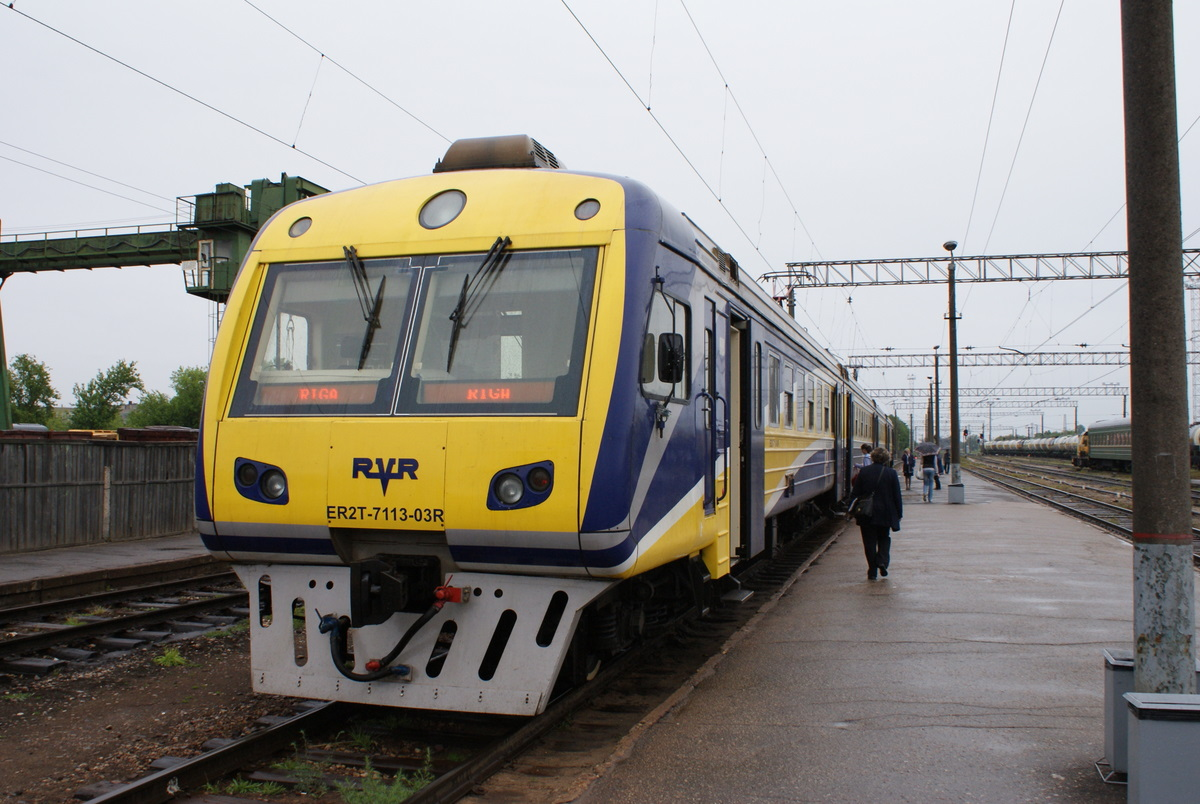
Модернизированный электропоезд ЭР2Т-7113 на ст. Елгава I, Латвийская ЖД

В 1990—1992 годах завод поставлял электропоезда в Югославию и Болгарию, а в 1995—1996 годах по контракту с Сербией была отправлена модернизированная модификация ЭР31 (ЭР35).
До 2001 года продукция РВЗ поставлялась на Украину и до 2003 года — в Грузию. В 2005—2008 годах модернизированные ДР1Б были отправлены в Беларусь.
После этого единственным готовым электропоездом, построенным на РВЗ, стал узкоколейный электропоезд Эп-563, выпущенный в 2014 году для Новоафонской пещерной железной дороги.
В 2015 году началась разработка новой линейки трамваев РВЗ-8 с модульной конструкцией, длиной от 1 до 7 секций, включающая двухкабинные версии для челночного движения. Кроме того, была разработана новая низкопольная тележка с двойным подвешиванием (пневматические баллоны и упругие элементы). Презентация проекта состоялась на биеннале дизайна Модулор-2015. Несмотря на высокую степень проработки проекта и завершённый подбор покупных элементов основных систем, РВЗ-8 так и не был воплощён.

#### Модернизация трамваев и поездов
Возрождение завода после приватизации планировалось начать с проекта модернизации 170 рижских трамваев, срок службы которых был продлён на 12 лет. Вдохновлённые этим опытом, рижские конструкторы разработали собственный проект современного низкопольного трамвая в кооперации с Белоруссией, который прошёл испытания и должен был получить сертификацию в ЕС. РВЗ в этом проекте обеспечивал кузовное производство, сборку и покраску, закупая окна, системы управления, двигатели. Белкоммунмаш разработал проект трамвая для Минска и предлагал адаптировать его для европейского рынка, расширив свой рынок сбыта и в то же время обеспечив РВЗ выход на рынок СНГ. На РВЗ была программа выпуска обычных трамваев для СНГ, для которых были сконструированы тележки, цена которых составляет около 40 % в цене конечного продукта. Однако Рижская дума не поддержала местного производителя: конкурс на поставку выиграла чешская «Шкода».
Пригородное сообщение в рижском железнодорожном узле в начале 2000-х годов росло: в 2004 году пригородный перевозчик АО «Pasažieru vilciens» («Пассажирский поезд») перевёз 23,5 млн пассажиров, в 2005-м — 25,5 млн, в 2006-м — 27 млн. Движение обеспечивалось советскими поездами, срок эксплуатации которых истёк или истекал. По предложению министра сообщения Айнара Шлесерса на РВЗ была начата модернизация поездов с привлечением средств европейского фонда регионального развития ERAF.
В 2003 году 51 электропоезд был капитально отремонтирован, на 3,1 млн латов из госбюджета Латвии.
В первый после вступления Латвии в ЕС период планирования (2004—2006 г.) из фонда ERAF было выделено финансирование в размере 10 769 560 латов, общая сумма заказа с привлечением бюджетных средств составила 17 024 734 лата (около 20 млн евро).

#### Банкротство предприятия
В 2006 году в «Фонде выравнивания ЕС» было зарезервировано 19 млн евро на приобретение новых дизель-поездов, а на период планирования 2007—2013 гг. было запланировано 112,4 млн евро на приобретение новых электропоездов для модернизации Рижского пригородного железнодорожного сообщения. В 2013 году латвийская компания «Пассажирские поезда» объявила тендер на модернизацию 19-ти вагонов дизельных поездов ДР1. В конкурсе победили Рижский вагоностроительный завод совместно с Даугавпилсским локомотиворемонтным заводом, но из-за высоких европейских стандартов и технологических издержек оба предприятия понесли убытки. В 2015 году Рижский вагоностроительный завод пытался упрочить свои позиции на рынке стран СНГ.
В 2014 году на аукционе было продано 100 % акций АО "Рижский вагоностроительный завод "(РВЗ). Предприятие приобрела компания East-West Industrial Group, которая пыталась модернизировать завод, но из-за понесённых убытков руководство РВЗ объявило о банкротстве.
В 2017 году решением Рижского окружного суда была начата процедура банкротства завода.
В 2018 году был объявлен аукцион активов неплатежеспособного АО «Rīgas vagonbūves rupnīca» (RVR), а два принадлежащих предприятию земельных участка будут проданы без аукциона.
На 2024 год на территории бывшего РВЗ располагаются другие предприятия, не связанные с машиностроением, либо бывшие заводские корпуса перестроены для торгово-деловой деятельности. Например бывший административный корпус реконструирован в апарт-отель RVR-Smart.

## Галерея

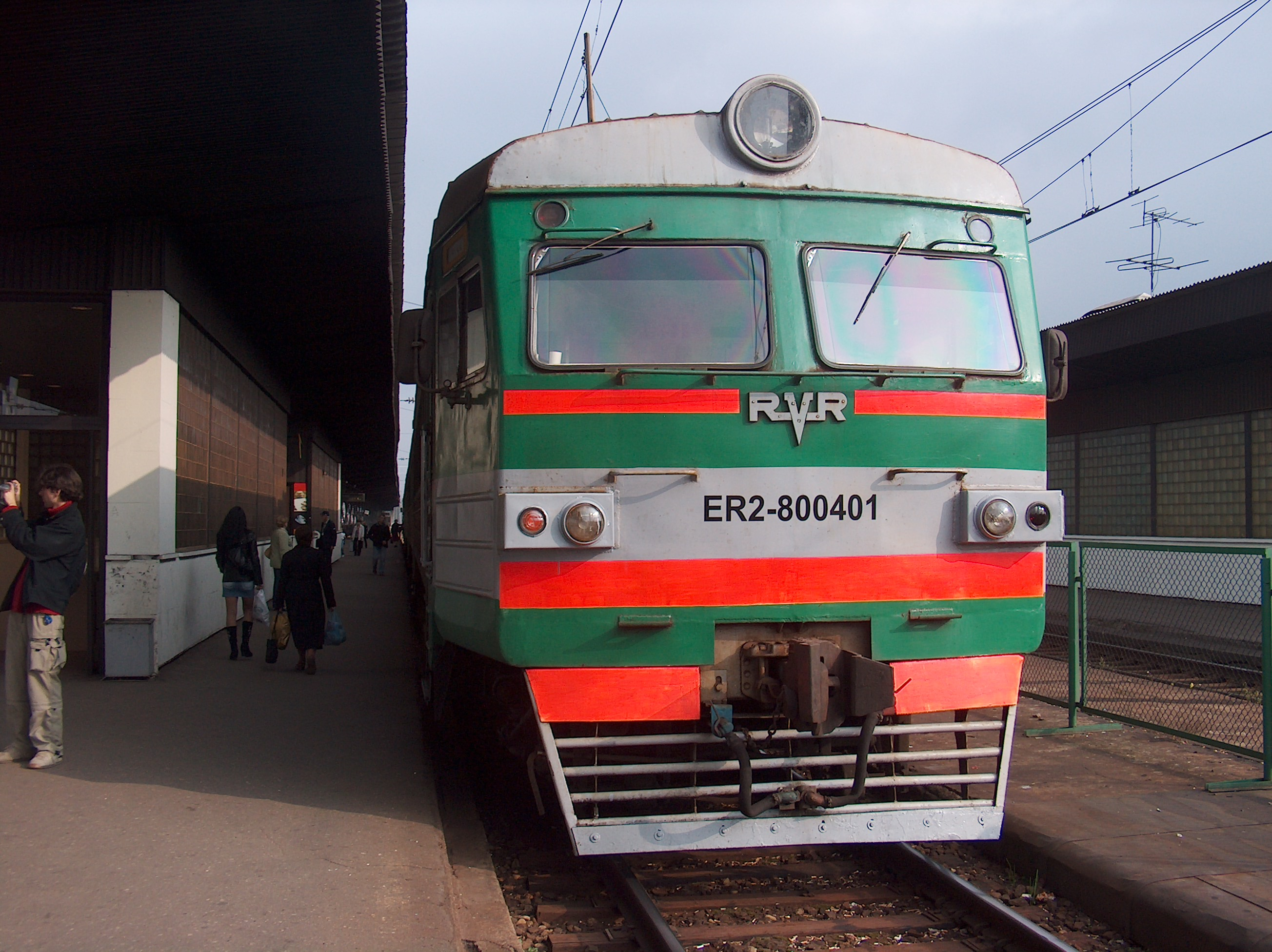
Электропоезд ЭР2-8004 на ст. Рига-Пассажирская, Латвийская ЖД
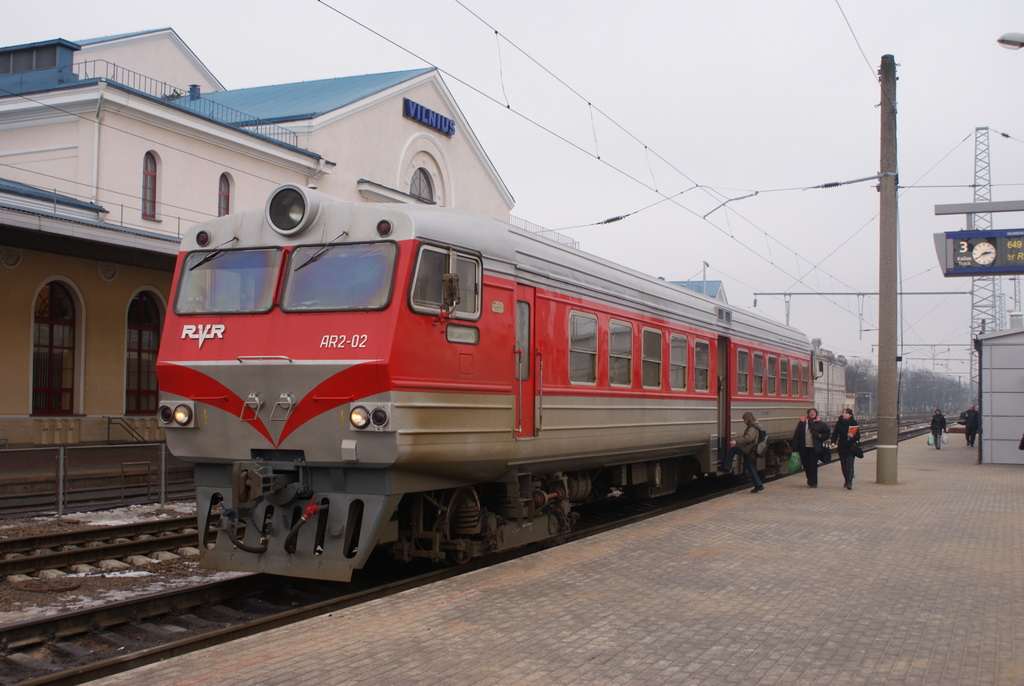
Автомотриса АР2-002 на ст. Вильнюс-Пассажирский, Литовская ЖД
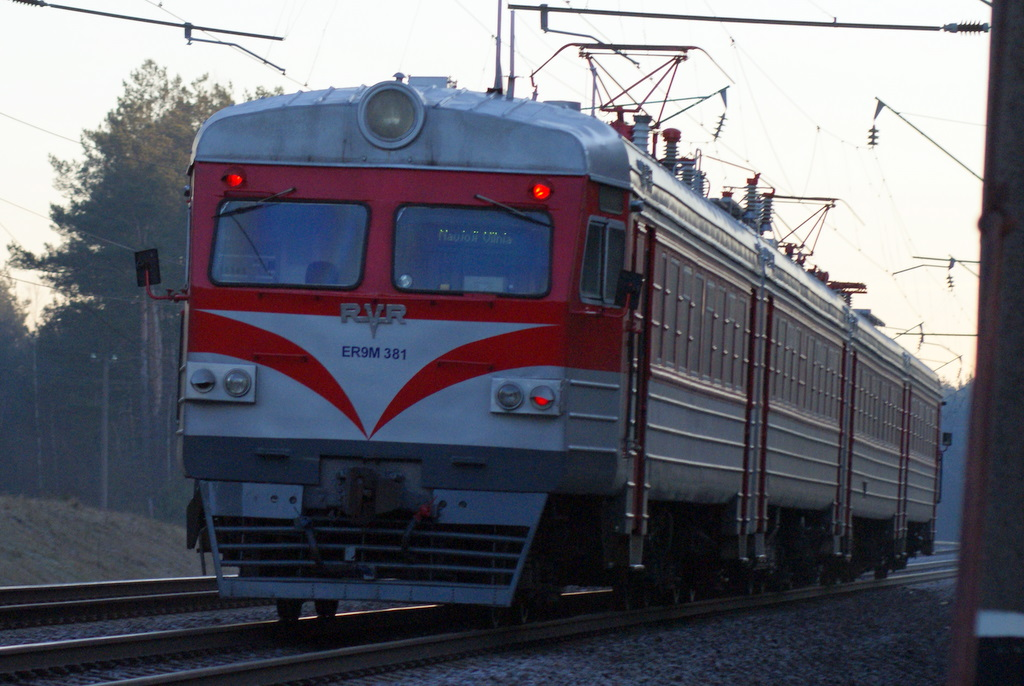
Электропоезд ЭР9М-381M на перегоне Лентварис — Паняряй, Литовская ЖД
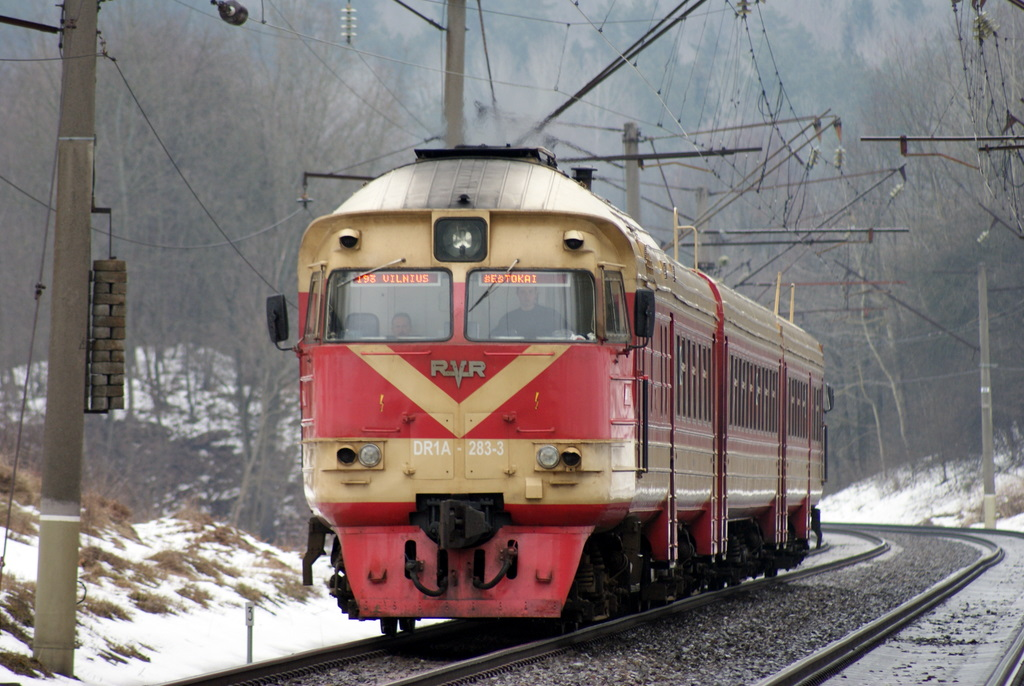
Дизель-поезд ДР1А-283M на перегоне Вильнюс-Товарный — Паняряй, Литовская ЖД

## Типы вагонов РВЗ
- 01 (62-01) — 3-вагонная электросекция постоянного тока серии СР
- 02 (62-02) — моторный вагон электросекции серии СР (мод. 62-01)
- 03 (62-03) — прицепной вагон электросекции серии СР (мод. 62-01)
- 04 (62-04) — прицепной вагон с багажным отделением электросекции серии СР (мод. 62-01)
- 05 (62-05) — 3-вагонная электросекция постоянного тока серии СР3
- 06 (62-06) — моторный вагон электросекции серии СР3 (мод. 62-05)
- 07 (62-07) — прицепной вагон электросекции серии СР3 (мод. 62-05)
- 08 (62-08) — 3-вагонная электросекция постоянного тока серии СН
- 09 (62-09) — моторный вагон электросекции серии СН (мод. 62-08)
- 10 (62-10) — прицепной вагон электросекции серии СН (мод. 62-08)
- 11 (62-11) — 10-вагонный электропоезд постоянного тока серии ЭР1
- 12 (62-12) — моторный вагон электропоезда серии ЭР1 (мод. 62-11)
- 13 (62-13) — головной прицепной вагон электропоезда серии ЭР1 (мод. 62-11)
- 14 (62-14) — промежуточный прицепной вагон электропоезда серии ЭР1 (мод. 62-11)
- 17 (71-17) — трамвайный вагон РВЗ-6М2
- 21 (62-21) — 10-вагонный электропоезд постоянного тока серии ЭР6
- 22 (62-22) — моторный вагон электропоезда серии ЭР6 (мод. 62-21)
- 23 (62-23) — головной прицепной вагон электропоезда серии ЭР6 (мод. 62-21)
- 24 (62-24) — промежуточный прицепной вагон электропоезда серии ЭР6 (мод. 62-21)
- 31 (62-31) — 10-вагонный электропоезд переменного тока серии ЭР7
- 32 (62-32) — моторный вагон электропоезда серии ЭР7 (мод. 62-31)
- 33 (62-33) — головной прицепной вагон электропоезда серии ЭР7 (мод. 62-31)
- 34 (62-34) — промежуточный прицепной вагон электропоезда серии ЭР7 (мод. 62-31)
- 35 (62-35) — 10-вагонный электропоезд переменного тока серии ЭР9
- 36 (62-36) — моторный вагон электропоезда серии ЭР9 (мод. 62-35)
- 37 (62-37) — головной прицепной вагон электропоезда серии ЭР9 (мод. 62-35)
- 38 (62-38) — промежуточный прицепной вагон электропоезда серии ЭР9 (мод. 62-35)
- 51 (62-51) — 8-вагонный электропоезд постоянного тока серии ЭР5 (проект)
- 61 (62-61) — 10-вагонный электропоезд постоянного тока серии ЭР2
- 62 (62-62) — моторный вагон электропоезда серии ЭР2 (мод. 62-61)
- 63 (62-63) — головной прицепной вагон электропоезда серии ЭР2 (мод. 62-61)
- 64 (62-64) — промежуточный прицепной вагон электропоезда серии ЭР2 (мод. 62-61)
- 71 (62-71) — 4-вагонная электросекция постоянного тока серии ЭР10
- 72 (62-72) — головной моторный вагон электросекции серии ЭР10 (мод. 62-71)
- 73 (62-73) — промежуточный прицепной вагон электросекции серии ЭР10 (мод. 62-71)
- 74 (62-74) — тележка моторного вагона электросекции серии ЭР10 (мод. 62-71)
- 75 (62-75) — 8-вагонный электропоезд переменного тока серии ЭР11
- 76 (62-76) — головной моторный вагон электропоезда серии ЭР11 (мод. 62-75)
- 77 (62-77) — промежуточный прицепной вагон электропоезда серии ЭР11 (мод. 62-75)
- 78 (62-78) — дополнительный промежуточный прицепной вагон электропоезда серии ЭР11 (мод. 62-75) (проект)
- 91 (62-91) — 4-вагонная электросекция постоянного тока серии ЭР20 (проект)
- 101 (62-101) — 10-вагонный электропоезд переменного тока серии ЭР9П
- 102 (62-102) — моторный вагон электропоезда серии ЭР9П (мод. 62-101)
- 103 (62-103) — головной прицепной вагон электропоезда серии ЭР9П (мод. 62-101)
- 104 (62-104) — промежуточный прицепной вагон электропоезда серии ЭР9П (мод. 62-101)
- 105 (62-105) — 8-вагонный электропоезд постоянного тока серии ЭР22
- 106 (62-106) — головной моторный вагон электропоезда серии ЭР22 (мод. 62-105)
- 107 (62-107) — промежуточный прицепной вагон электропоезда серии ЭР22 (мод. 62-105)
- 110 (62-110) — 14-вагонный скоростной электропоезд постоянного тока серии ЭР200 (№ 1)
- 111 (62-111) — головной прицепной вагон электропоезда серии ЭР200 (мод. 62-110)
- 112 (62-112) — моторный вагон с токоприёмником электропоезда серии ЭР200 (мод. 62-110)
- 114 (62-114) — моторный вагон без токоприёмника электропоезда серии ЭР200 (мод. 62-110)
- 110 (62-116) — моторный электровагон серии ЭР23
- 116 (62-116) — тележка моторного вагона электропоезда серии ЭР22 (мод. 62-105)
- 209 (62-209) — 4-вагонный электропоезд переменного тока серии 32 (ЭР25) (колеи 1435 мм, для Болгарии)
- 213 (62-213) — 10-вагонный электропоезд переменного тока серии ЭР9А
- 214 (62-214) — моторный вагон электропоезда серии ЭР9А (мод. 62-213)
- 215 (62-215) — головной прицепной вагон электропоезда серии ЭР9А (мод. 62-213)
- 216 (62-216) — промежуточный прицепной вагон электропоезда серии ЭР9А (мод. 62-213)
- 217 (71-217) — трамвайный вагон РВЗ-7
- 219 (62-219) — 8-вагонный электропоезд постоянного тока серии ЭР22М
- 220 (62-220) — головной моторный вагон электропоезда серии ЭР22М (мод. 62-219)
- 221 (62-221) — промежуточный прицепной вагон электропоезда серии ЭР22М (мод. 62-219)
- 222 (62-222) — унифицированная тележка ТУР-02 моторных вагонов электропоездов
- 223 (62-223) — унифицированная тележка ТУР-03 моторных вагонов электропоездов
- 224 (62-224) — унифицированная тележка ТУР-01 моторных вагонов электропоездов
- 225 (62-225) — 12-вагонный электропоезд постоянного тока серии ЭР30 (проект)
- 229 (62-229) — 12-вагонный электропоезд переменного тока серии ЭР29
- 233 (62-233) — 10-вагонный электропоезд постоянного тока серии ЭР24 (выпускался на ДМЗ как ЭД2Т)
- 234 (62-234) — моторный вагон электропоезда серии ЭД2Т (мод. 62-233)
- 235 (62-235) — головной прицепной вагон электропоезда серии ЭД2Т (мод. 62-233)
- 236 (62-236) — промежуточный прицепной вагон электропоезда серии ЭД2Т (мод. 62-233)
- 239 (62-239) — 4-вагонный электропоезд переменного тока серии ЭР31 (колеи 1435 мм, для Югославии (серия 412/216))
- 247 (62-247) — 8-вагонный электропоезд постоянного тока серии ЭР22В
- 248 (62-248) — головной моторный вагон электропоезда серии ЭР22В (мод. 62-247)
- 249 (62-249) — промежуточный прицепной вагон электропоезда серии ЭР22В (мод. 62-247)
- 251 (62-251) — 10-вагонный электропоезд постоянного тока серии ЭР12
- 255 (62-255) — 10-вагонный электропоезд переменного тока серии ЭР9М
- 259 (62-259) — 10-вагонный электропоезд постоянного тока серии ЭР2Р
- 263 (62-263) — 10-вагонный электропоезд переменного тока серии ЭР9Е
- 267 (71-267) — трамвайный вагон РВЗ-7 (доработанная версия)
- 269 (62-269) — 4-вагонный электропоезд переменного тока серии 33 (ЭР33) (колеи 1435 мм, для Болгарии)
- 275 (62-275) — 10-вагонный электропоезд переменного тока серии ЭР9ЕТ
- 277 (71-277) — сочлененный трамвайный вагон ТР-1
- 281 (71-281) — сочлененный трамвайный вагон ТР-2
- 285 (62-285) — 14-вагонный скоростной электропоезд постоянного тока серии ЭР200 (№ 2)
- 289 (62-289) — 10-вагонный электропоезд переменного тока серии ЭР9Т
- 297 (62-297) — 10-вагонный электропоезд постоянного тока серии ЭР2Т
- 2011 (62-2011) — 10-вагонный электропоезд переменного тока серии ЭР9ТМ
- 2012 (62-2012) — моторный вагон электропоезда серии ЭР9ТМ (мод. 62-2011)
- 2013 (62-2013) — головной прицепной вагон электропоезда серии ЭР9ТМ (мод. 62-2011)
- 2014 (62-2014) — промежуточный прицепной вагон электропоезда серии ЭР9ТМ (мод. 62-2011)
- 319 (63-319) — 6-вагонный дизель-поезд серии ДР1П
- 323 (63-323) — 6-вагонный дизель-поезд серии ДР1А
- 341 (63-341) — 6-вагонный дизель-поезд серии ДР1А
- 349 (63-349) — 6-вагонный дизель-поезд серии ДР1А
- 368 (63-368) — прицепной вагон с кабиной управления для дизель-поезда серии ДРБ1
- 369 (63-369) — дизель-поезд серии ДР8 (проект)
- 550 (63-550) — прицепной вагон с кабиной управления для дизель-поезда серии ДДБ1
- 555 (63-555) — 6-вагонный дизель-поезд серии ДР1Б
- 556 (63-556) — головной моторный вагон дизель-поезда серии ДР1Б (мод. 63-555)
- 557 (63-557) — промежуточный прицепной вагон дизель-поезда серии ДР1Б (мод. 63-555)
- 558 (63-558) — промежуточный прицепной вагон повышенной комфортности дизель-поезда серии ДР1Б (мод. 63-555)

## Награды
- Орден Трудового Красного Знамени